# Parc Nacional del Gunung Mulu
El Parc Nacional de Gunung Mulu a 100 km de la ciutat de Miri, a l'estat federat de Sarawak, a l'illa de Borneo, a Malàisia prop de la frontera amb Brunei. Està inscrit a la llista del Patrimoni de la Humanitat de la UNESCO des del 2000. Va ser declarat com a Patrimoni de la Humanitat per la Unesco l'any 2000. Conté grans coves i formacions càrstiques, en una selva plujosa de muntanya. El parc és famós per les seves cavernes i multitud d'expedicions han estat organitzades per explorar-les, com les selves que les envolten.
Conté grans coves i formacions càrstiques, en una selva plujosa de muntanya. El parc és famós per les seves cavernes i multitud d'expedicions van ser organitzades per explorar-les, com les selves que les envolten.
El parc amb una superfície de 52.864 ha, conté 17 zones de vegetació, albergant prop de 3.500 espècies de plantes vasculars. La seva varietat d'espècies de palmeres són excepcionalment riques, amb 109 espècies en 20 gèneres. El parc està dominat pel Gunung Mulu, un pinacle d'arenisca amb 2.337 metres d'altura i pels 295 km de cavernes explorades que són la llar de milions de ratapinyades, la cambra de Sarawak, en aquest parc, era fins al 2009 la major cova coneguda al món, ara ho és la de Son Doong

## Per accedir-hi
No hi ha carreteres d'accés.
Per accedir-hi cal prendre un vol des de Miri amb els avions de MAS Wings . El vol dura 30 minuts.
També possible accedir amb vaixell: des de Miri carretera a Kuala Baram després vaixell fins a Marudi, després vaixell fins a Long Terawan, canviar de vaixell sobre el riu Tutoh fins a Mulu. El viatge dura almenys un dia, potser dos. No hi ha serveis regulars de vaixells cap a l'interior.

## Allotjament
Els visitants es poden allotjar:
- A prop les oficines del parc, on hi ha diferents tipus d'allotjament
- A l'hotel tropical a prop el riu Melinau, "The Matumau Lodge"
- Altres hotels al sud-oest del parc

## Coves
Els accessos a diverses coves han estat millorats per tal de facilitar les visites.
- Cova del Cérvol: conté un passadís subterrani de gran grandària, que va ser considerat com el passadís més gran del món (abans del descobriment de la cova Són Dong, al Vietnam) amb un sostre de més de 100m. d'altura i la cova travessa la muntanya d'un costat a un altre. La Cova del Cérvol és famosa també per ser la llar de milions de ratapinyades. Gairebé cada tarda a les cinc les ratapinyades volen a la recerca de menjar. Hi ha un amfiteatre on els visitants poden esperar la sortida de les ratapinyades.
- Cova de Lang: es troba prop de la Cova del Cérvol, molt bella amb estalagmites i estalactites esplèndides.
- Cova d'Aigua Clara : es troba a diversos quilòmetres riu amunt prop del riu de Melinau amb una font molt forta; la cova conté més de 140 km de passadissos (la més llarga d'Àsia) i els passadissos són d'immensa grandària. L'aigua de la font està generalment molt clara.
- Cova del Vent: es troba prop de la Cova d'Aigua Clara; una cova amb sortit de vent. Moltes estalagmites i estalactites.
- Cova de la Bona Sort (Gua Nasib Bagus): es troba a unes quantes hores de camí de l'oficina del parc en el selva. La cova és coneguda per la gegantesca cambra Sarawak que té 396 m d'ample i almenys 70 m d'alt.

## Muntanyes de pedra calcària
- Serralades del Sud
- Gunung Api (muntanya del foc)
- Gunung Benerat
- Gunung Buda